# Bojkot Facebooka w 2020 roku
Bojkot Facebooka w 2020 roku – protest reklamodawców, który zaczął się w czerwcu 2020 roku, a jego punkt kulminacyjny nastąpił w lipcu tego samego roku. W głównej mierze został on zorganizowany w ramach akcji „Stop Hate for Profit”. Inicjatorami ruchu były organizacje, takie jak Liga Antydefamacyjna, Color of Change, Common Sense Media, Free Press oraz Sleeping Giants. Organizatorzy akcji nawoływali w czerwcu 2020 roku do wstrzymania reklam na okres całego lipca. Marki, takie jak Unilever, Hershey’s oraz Coca-Cola zapowiedziały uczestnictwo w akcji. W proteście wzięło udział ponad 1100 firm.

## Historia
W czerwcu 2020 roku Facebook odmówił usunięcia dwóch postów Donalda Trumpa. W pierwszym było napisane, że „gdy zaczynają się kradzieże, zaczynają się również strzelaniny” (ang. When the looting starts, the shooting starts), z kolei drugi post krytykował Autonomiczną Strefę Wzgórza Kapitolu (CHAZ). Posty o tej samej treści zostały usunięte na Twitterze. Organizacja protestu została zapowiedziana po nieudanych negocjacjach z Markiem Zuckerbergiem, który został skrytykowany za „brak wystarczającej moderacji, przez co osoby o podobnych poglądach mogłyby szerzyć szkodliwe treści”.

## Następstwa akcji
Protest spowodował spadek wartości akcji Facebooka o 8,3%. Zapowiedziano oznaczanie postów łamiących regulamin serwisu, które zdaniem Facebooka nadawały się do publikacji w mediach. Mimo tego, Facebook był krytykowany za podjęcie niewystarczających i jednocześnie spóźnionych akcji.